# Cryptorhopalum focale
Cryptorhopalum focale là một loài bọ cánh cứng trong họ Dermestidae. Loài này được Beal miêu tả khoa học năm 1985.